# Уралхиммаш
АО «Уралхиммаш» («Уральский Завод Химического Машиностроения», «УЗХМ») — российский производитель оборудования для газоперерабатывающей, нефтяной, химической, нефтехимической и других отраслей промышленности. Завод расположен в Екатеринбурге.

## История

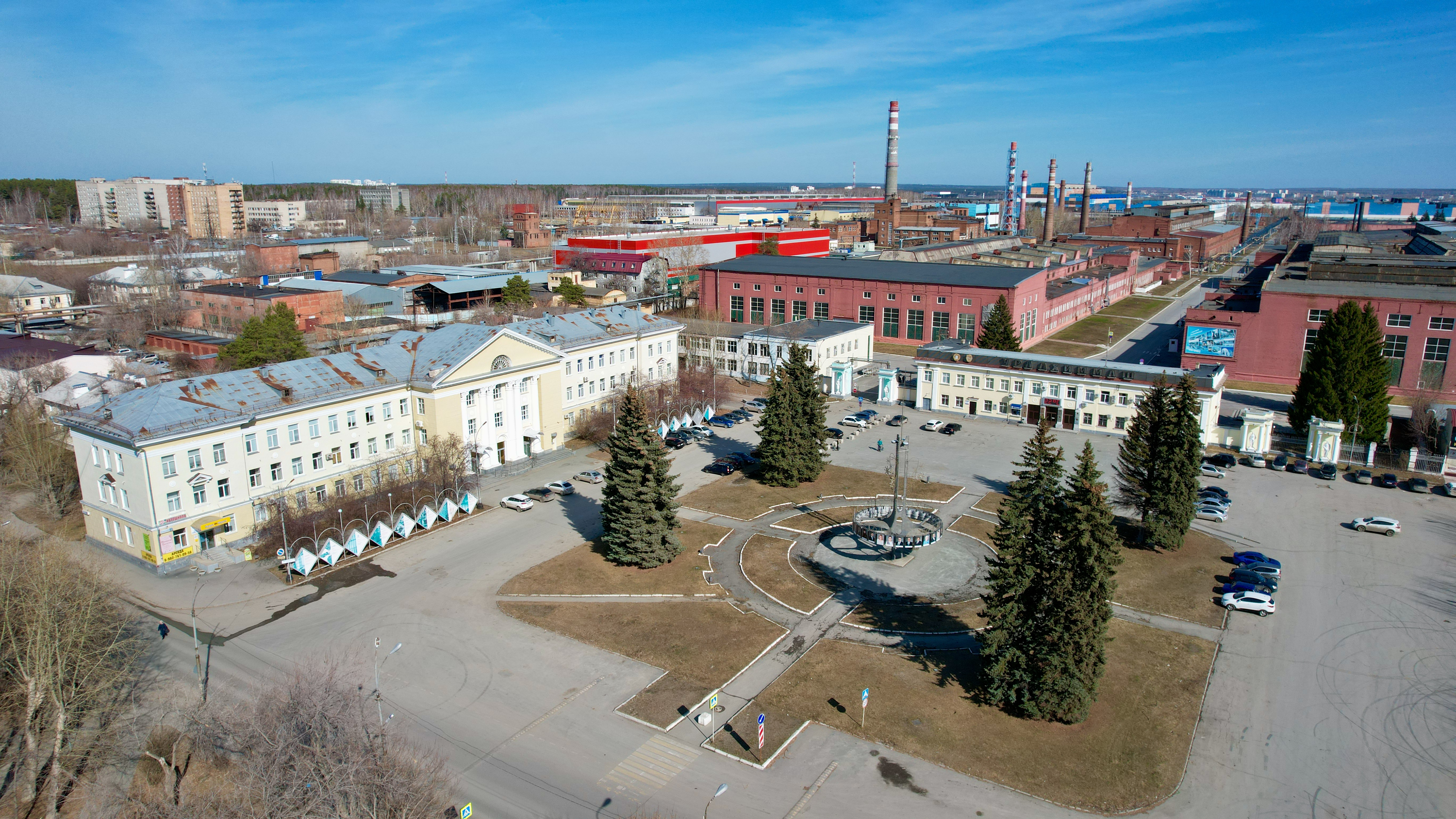
Сквер перед заводской проходной

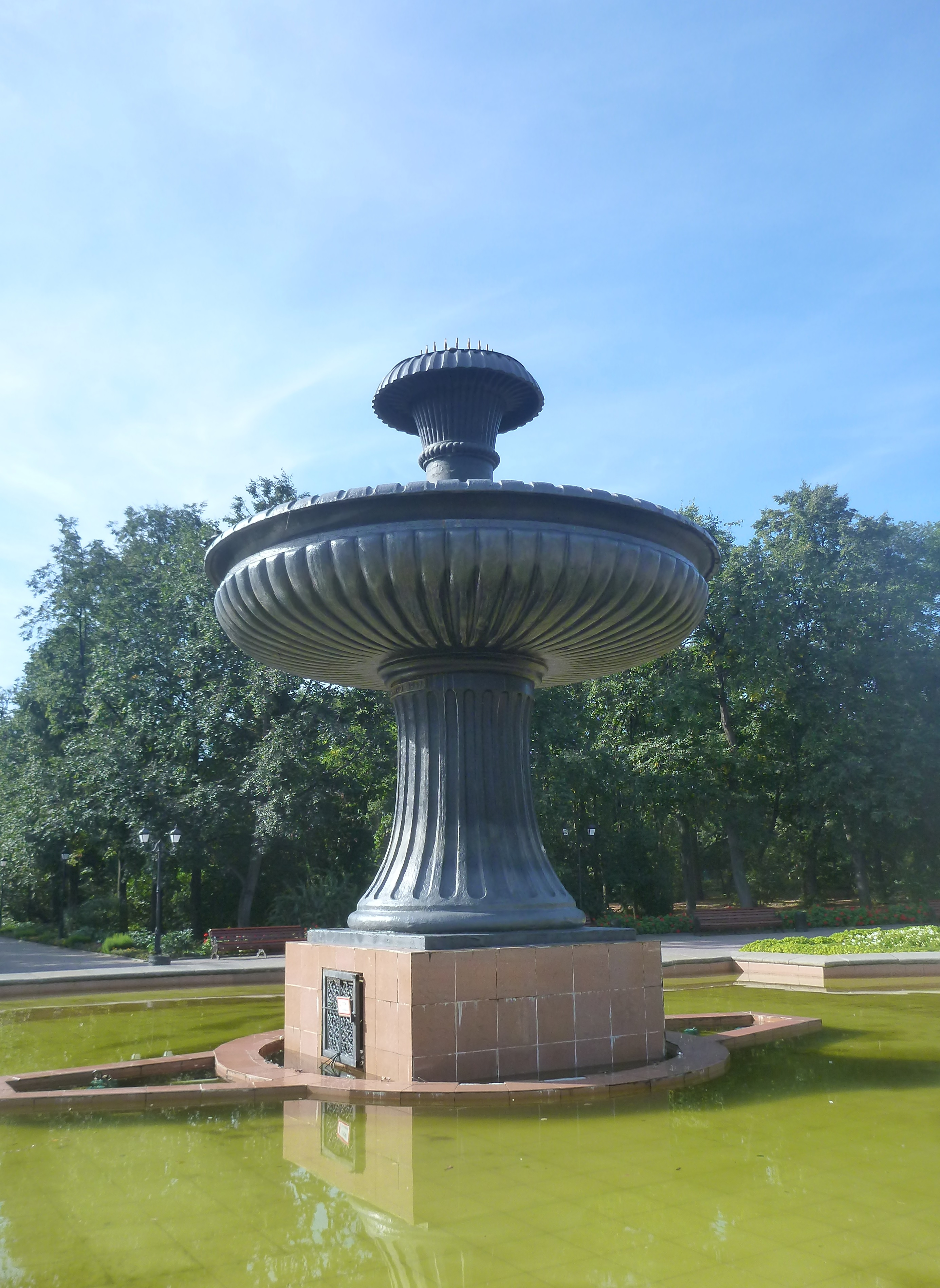
Фонтан 1947 года. Продукция УЗХМ

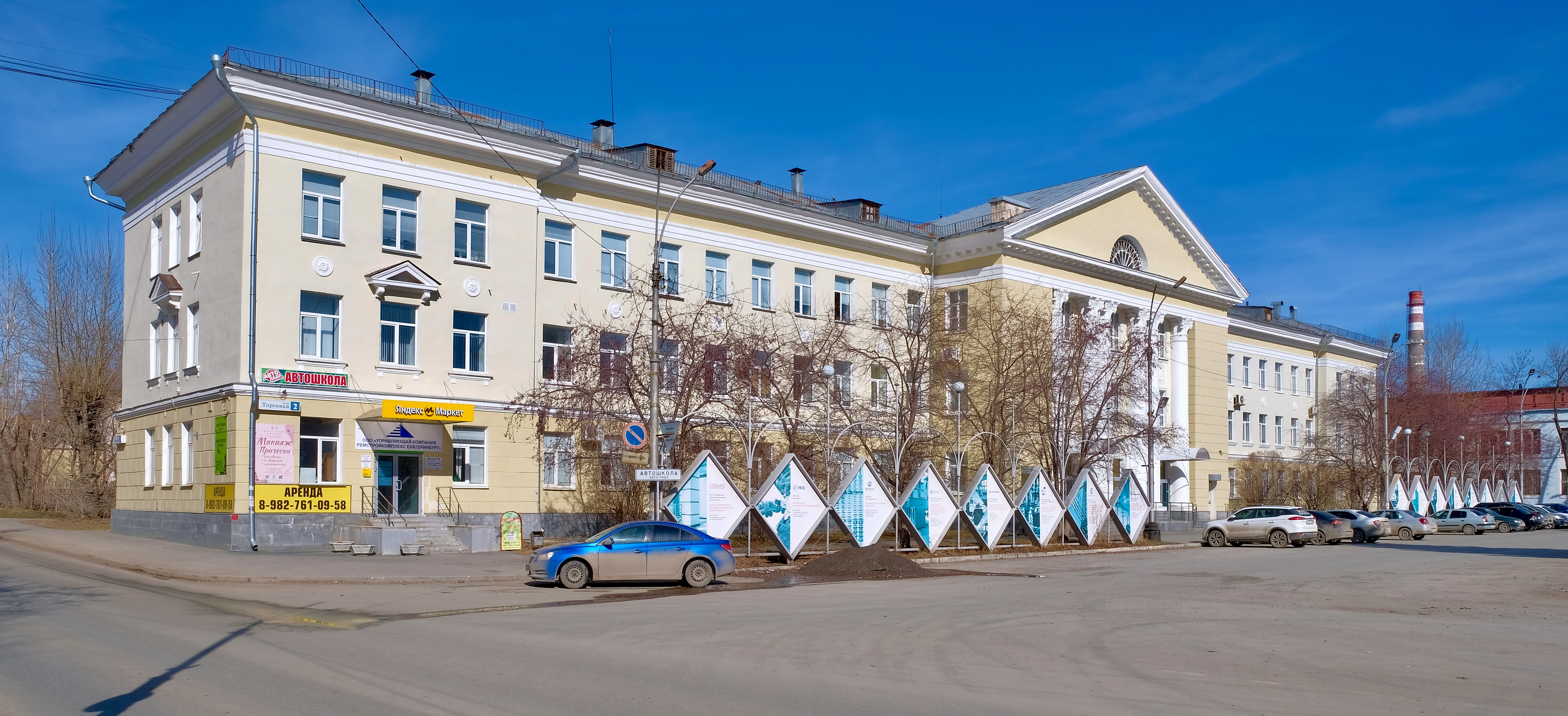
Здание заводоуправления (ул. Торговая, 2)

Строительство завода химического машиностроения было предусмотрено Постановлением Совета Труда и Обороны № 437 от 6 декабря 1930 года. Проектное задание было утверждено 9 августа 1931 года. Проект предусматривал строительство завода мощностью 119 тыс. тонн продукции в год с последующим увеличением до 200—240 тыс. тонн. Площадка нового завода была выбрана в полутора километрах западнее плотины Нижне-Исетского пруда. Началась расчистка места под строительство цехов. Пуск Уральского завода химического машиностроения планировался на 1934 год. Первостроители размещались в частных домах Нижне-Исетска, затем началось строительство барачного городка. Государственный строительный трест Союзстроя СССР по техническим причинам не смог выполнить данный объём работ и в 1935 году стройка была законсервирована. Новым сроком пуска завода был определён 1942 год. Два директора УЗХМ были арестованы за воровство и разбазаривание средств.
После начала Великой Отечественной войны, 6 августа 1941 года на строительную площадку Уральского завода химического машиностроения был эвакуирован первый эшелон с киевского завода «Большевик» с технологическим оборудованием, сырьём и рабочими. Директор «Большевика» Валерьян Петрович Курганов 16 августа 1941 года был назначен директором Химмаша приказом наркома общего машиностроения П. И. Паршиным. Оборудование сначала устанавливали под открытым небом в лесу, параллельно началось возведение цехов. Первая электростанция мощностью 5600 квт была построена в декабре 1941 года, а в 1942 году корпус первой очереди блока вспомогательных цехов, в котором размещался сборочный цех миномётов и инструментальных цех. Были построены бараки для жилья.
В рекордно короткие сроки был налажен выпуск оборудования для отгрузки на Уральский алюминиевый завод. Первое оборудование для выплавки алюминия было поставлено Уральскому алюминиевому заводу и Нижнетагильскому коксохимическому комбинату уже в октябре 1941 года.
23 февраля 1942 года был выпущен первый миномёт, а 28 февраля 1942 года была принята после испытания первая партия 120-мм полковых миномётов в количестве ста штук, изготовленных коллективом завода. Первое успешное испытание миномётов проходило на Балтыме, недалеко от деревни Красное, где располагался уралмашевский полигон. Партия была запакована и отправлена на фронт, а 23 февраля стал днем рождения Уралхиммаша.
После войны завод полностью перешёл на производство гражданской продукции. В конце 1940-х годов была организована производственная база фильтростроения, образовано конструкторское бюро, в котором разрабатывались конструкции барабанных, карусельных и тарельчатых вакуум-фильтров. В начале 1950-х годов на предприятии выпускались сушильные и прокалочные печи, карбонизационные колонны, газогенераторы. В 1951 году освоен выпуск металлоконструкций для атомных реакторов. С 1958 года развёрнуто масштабное производство химического оборудования. К 1970 году на «Уралхиммаше» начали изготавливать крупнотоннажное оборудование высокого давления для производства аммиака и полиэтилена.
В марте 2008 года «Уралхиммаш» вошёл в состав ОАО «Объединённые машиностроительные заводы».
В феврале 2022 года для управления предприятием было создано ООО «Управляющая компания УЗХМ».
10 августа 2023 года организационно-правовая форма собственности предприятия была изменена с публичного акционерного общества на акционерное общество.
В августе 2024 года «Уралхиммаш» вошёл в состав группы «Синара».

## Собственники и руководство
По состоянию на конец октября 2024 года 74,99 % акций предприятия принадлежало группе «Синара». Миноритарный пакет находился у «Газпромбанка».
Генеральный директор АО «Уралхиммаш» — Гриценко Евгений Иванович.
Руководители «Уралхиммаша» в разные годы:
- 1941-1955 — Курганов Валерьян Петрович
- 1955-1962 — Шестаков Всеволод Матвеевич
- 1963-1965 — Курамжин Александр Валерьянович
- 1965-1969 — Климентьев В. П.
- 1969-1986 — Макаров Виктор Матвеевич
- 1986-1987 — Санников В. И.
- 1987-1992 — Чернецкий Аркадий Михайлович
- 1992-2001 — Глотов Алексей Иванович
- 2001-2002 — Беседин Андрей Адольфович
- 2002-2004 — Ахтямов Андрей Дамирович
- 2004-2004 — Тихонов Дмитрий Владимирович
- 2004-2005 — Бурага Василий Алексеевич
- 2005-2006 — Антониади Валерий Георгиевич
- 2006-2008 — Байбурин Сергей Борисович
- 2008-2009 — Данченко Олег Иванович
- 2009-2011 — Кулаков Владимир Викторович
- 2011-2012 — Царапкин Сергей Фёдорович
- 2012-2015 — Гавриков Сергей Николаевич[9].
- 2015-2019 — Чернов Олег Александрович[10]
- 2019-2020 — Максимов Александр Владимирович[11]
- 2020-2022 — Карачков Сергей Михайлович[12]
- 2022-2025 (по 15 января) — Кобаладзе Тамара Давидовна
- С января 2025 года — Гриценко Евгений Иванович

## Продукция
АО «Уралхиммаш» изготавливает оборудование для предприятий нефтехимической, нефте и газоперерабатывающей отраслей промышленности, для химической отрасли, чёрной и цветной металлургии, традиционной и атомной энергетики, для предприятий строительной промышленности. Линейка выпускаемой продукции включает: шаровые резервуары, реакторное, колонное теплообменное, емкостное оборудование, контейнеры- цистерны для транспортировки сжиженных углеводородных газов, электролизные установки, вакуумные фильтры, аппараты с вращающимися барабанами.
Для предприятий атомной отрасли на заводе производится специализированное оборудование, среди которого гидроёмкости системы аварийного охлаждения активной зоны и системы пассивного залива активной зоны, теплообменники системы пассивного отвода тепла, барботеры, кожухотрубчатые теплообменники.
По итогам 2023 года, 81 % выручки завода обеспечила продукция для предприятий нефтегазохимической отрасли, 18 % — для предприятий атомной энергетики. 
В 2023 году 79 % всех поставок «Уралхиммаша» пришлось на российский рынок, 21 % — на рынки Узбекистана и Турции.

## Награды
- Орден Трудового Красного Знамени (16.09.1945) — за успешное выполнение заданий Государственного Комитета Обороны по производству оборудования для чёрной и цветной металлургии и промышленности боеприпасов
- Орден Ленина (01.01.1971) — за большие успехи в выполнении заданий пятилетнего плана по освоению производства сложного оборудования для химической промышленности

Памятные доски на здании проходной
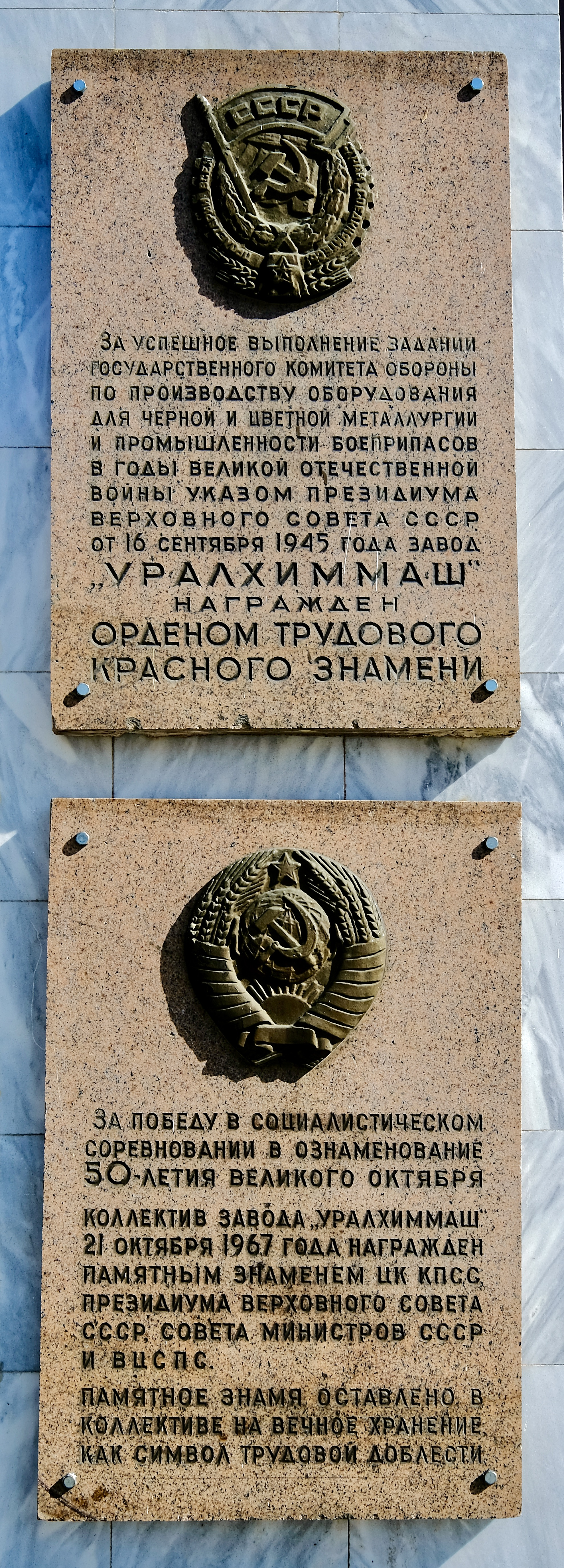
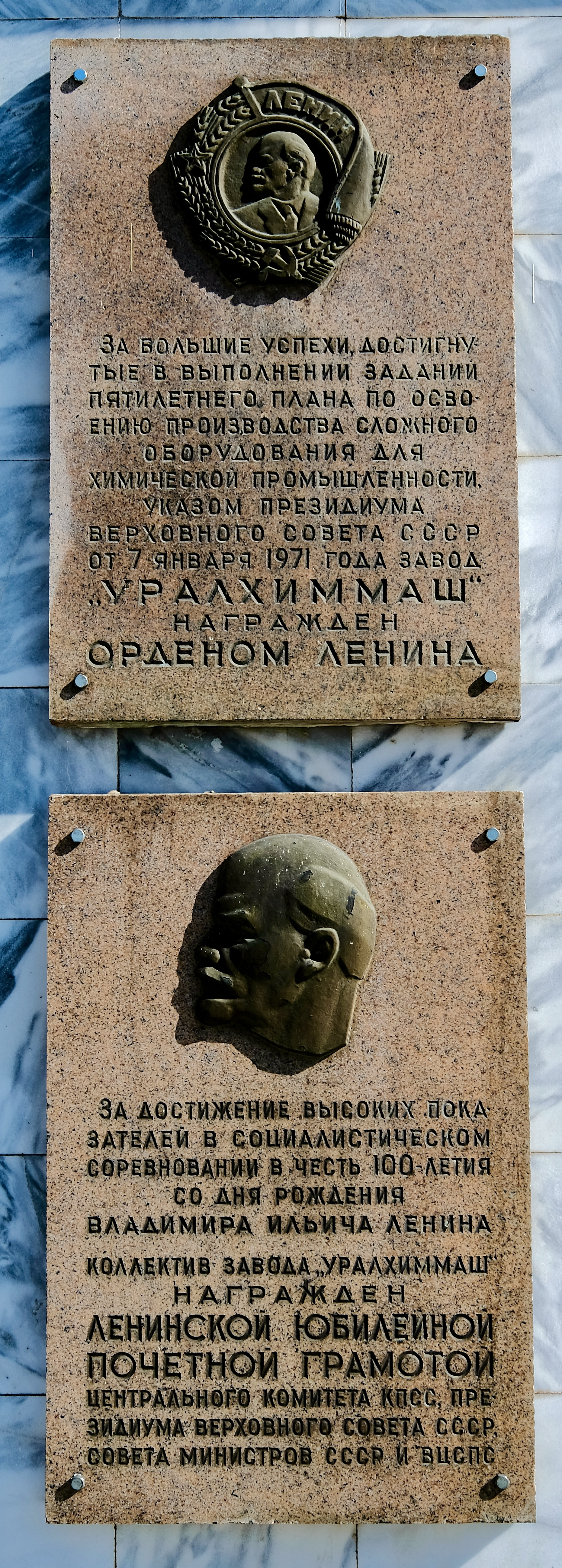
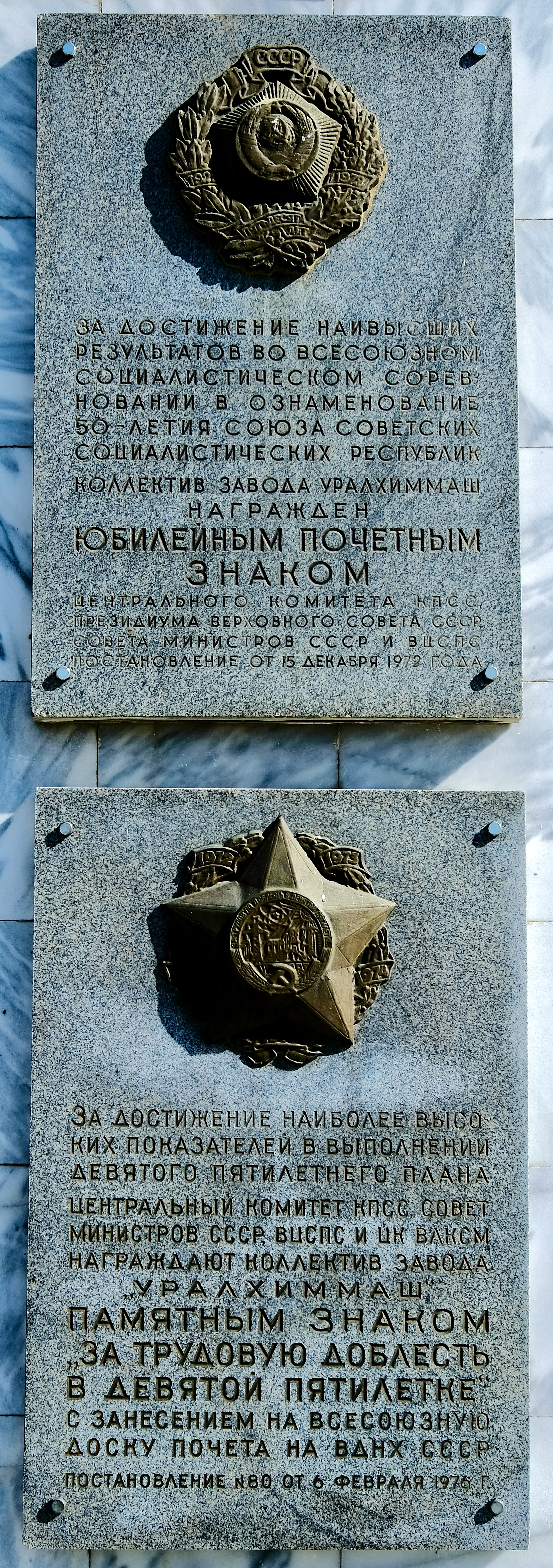
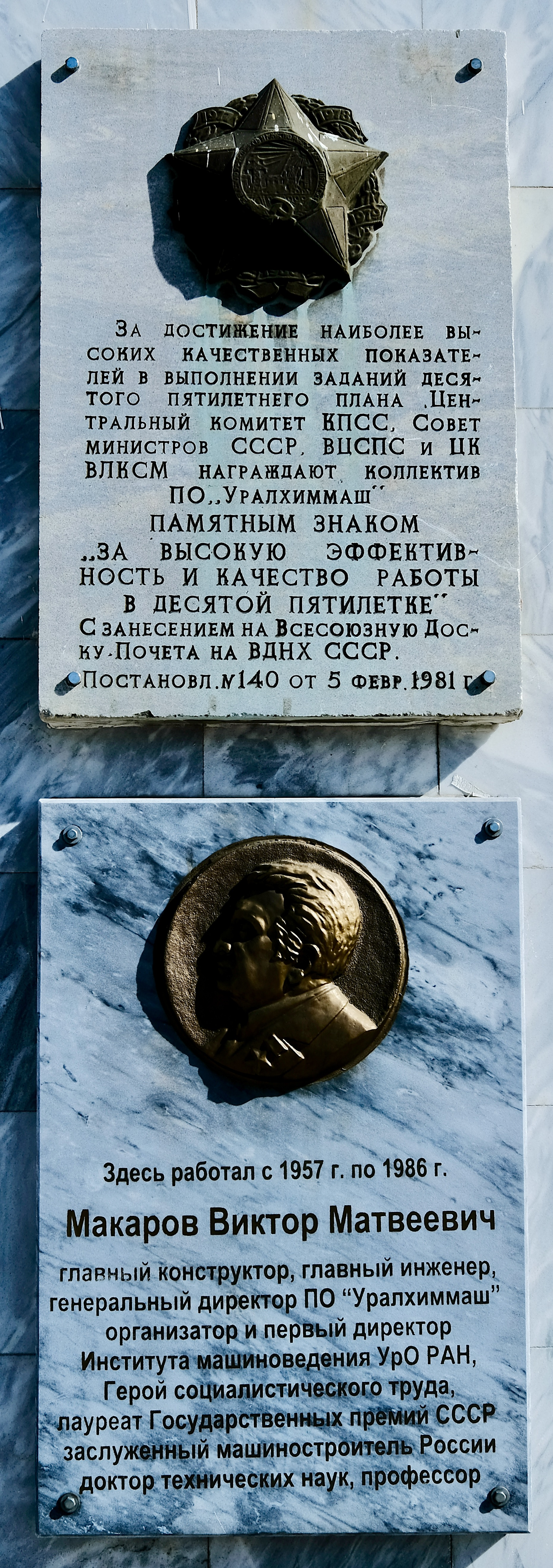